# Ray Winstone
Raymond Andrew Winstone (ejtsd: ˈwɪnstən; Homerton, London, 1957. február 19. –) brit színész. Több neves rendezővel is dolgozott, például Martin Scorsese-zel és Steven Spielberggel. Leginkább talán a "keményfiú" szerepeiről ismert.
Többen is úgy írták le, mint az Egyesült Királyság egyik kemény fiúja, a The Guardian pedig így nyilatkozott róla: "Olyan egyszerűen játssza a kemény fiúkat, hogy könnyen el lehet hinni, hogy nem színészkedik", illetve úgy írta le, mint "az East End válasza George Clooney-ra".

## Élete
A londoni Hackney kórházban született. Apja, Raymond J. Winstone (1933-2015) egy zöldségesboltot üzemeltetett, míg anyja, Margaret (1932-1985) nyerőgépeket ürített ki. A Brimsdown Primary Schoolba járt, majd az Edmonton County School tanulója volt. Ezután a Corona Theatre Schoolba járt, ahonnan másodfokú képesítéssel végzett.
Már gyerekkorában érdekelték a filmek, és a box is.

## Magánélete
Az 1979-es That Summer című film forgatása idején ismerkedett meg feleségével, Elaine McCausland-del. Három lányuk van; a két legidősebb, Lois és Jaime mindketten színésznők. Winstone és a felesége Roydonban (Essex) élnek.
A West Ham United lelkes szurkolója.

## Filmográfia

### Filmek
| Év   | Magyar cím                                                    | Eredeti cím                                                    | Szerep                           | Magyar hang                 |
| ---- | ------------------------------------------------------------- | -------------------------------------------------------------- | -------------------------------- | --------------------------- |
| 1979 |                                                               | That Summer                                                    | Steve Brodie                     |                             |
| 1979 | Scum – Söpredék                                               | Scum                                                           | Carlin                           |                             |
| 1979 | Kvadrofónia                                                   | Quadrophenia                                                   | Kevin Herriot                    |                             |
| 1981 |                                                               | Ladies and Gentlemen, The Fabulous Stains                      | Billy                            |                             |
| 1989 |                                                               | Tank Malling                                                   | John 'Tank' Malling              |                             |
| 1994 | Katicabogár, katicabogár                                      | Ladybird, Ladybird                                             | Simon                            | Orosz István                |
| 1997 | Éhkoppon                                                      | Nil by Mouth                                                   | Ray                              |                             |
| 1997 | Veszettek                                                     | Face                                                           | Dave                             |                             |
| 1998 | Három férfi és egy nő                                         | Martha, Meet Frank, Daniel and Laurence                        | Pederesen                        |                             |
| 1998 | Végső vágás                                                   | Final Cut                                                      | Ray                              | Berzsenyi Zoltán            |
| 1998 | Szép új világ                                                 | Brand New World                                                | Colonel                          |                             |
| 1999 | Leszáll a sötétség                                            | Darkness Falls                                                 | John Barrett                     | Berzsenyi Zoltán            |
| 1999 | Hadszíntér                                                    | The War Zone                                                   | Apa                              | Epres Attila                |
| 2000 | Csak egyetlen Jimmy Grimble létezik                           | There's Only One Jimmy Grimble                                 | Harry                            |                             |
| 2000 | Szexi dög                                                     | Sexy Beast                                                     | Gary 'Gal' Dove                  | Koroknay Géza               |
| 2000 |                                                               | Love, Honour and Obey                                          | Ray Kreed                        |                             |
| 2001 | Végakarat                                                     | Last Orders                                                    | Vince Dodds                      | Holl Nándor                 |
| 2001 |                                                               | The Martins                                                    | Mr. Marvel                       |                             |
| 2002 | Ripley és a maffiózók                                         | Ripley's Game                                                  | Reeves                           | Borbiczki Ferenc            |
| 2003 | Hideghegy                                                     | Cold Mountain                                                  | Teague                           | Borbiczki Ferenc            |
| 2004 |                                                               | Everything                                                     | Richard                          |                             |
| 2004 | Arthur király                                                 | King Arthur                                                    | Bors                             | Besenczi Árpád              |
| 2005 | Az ajánlat                                                    | The Proposition                                                | Stanley kapitány                 | Besenczi Árpád              |
| 2005 | A bűvös körhinta                                              | The Magic Roundabout                                           | Sam Katona (hang)                | Csuja Imre                  |
| 2005 | Narnia Krónikái: Az oroszlán, a boszorkány és a ruhásszekrény | The Chronicles of Narnia: The Lion, the Witch and the Wardrobe | Hód papa (hang)                  | Papp János                  |
| 2006 | A tégla                                                       | The Departed                                                   | Arnold French                    | Faragó András               |
| 2006 | Bűnös viszonyok                                               | Breaking and Entering                                          | Bruno Fella                      | Balázsi Gyula               |
| 2007 | Beowulf – Legendák lovagja                                    | Beowulf                                                        | Beowulf (hang) Aranyember (hang) | Selmeczi Roland Tóth Zoltán |
| 2008 | Bolondok aranya                                               | Fool's Gold                                                    | Moe Fitch                        | Besenczi Árpád              |
| 2008 | Indiana Jones és a kristálykoponya királysága                 | Indiana Jones and the Kingdom of the Crystal Skull'            | George 'Mac' MicHale             | Besenczi Árpád              |
| 2008 | Függések és kapcsolatok                                       | Compulsion                                                     | Don Flowers                      |                             |
| 2009 | Az ördög kriptája                                             | The Devil's Tomb                                               | Blakely                          | Kajtár Róbert               |
| 2009 | Tartozol a haláloddal                                         | 44 Inch Chest                                                  | Colin Diamond                    | Papp János                  |
| 2009 |                                                               | Fathers of Girls                                               | Frank Horner                     |                             |
| 2010 |                                                               | Sex & Drugs & Rock & Roll                                      | William Dury                     |                             |
| 2010 | Villámtolvaj – Percy Jackson és az olimposziak                | Percy Jackson & the Olympians: The Lightning Thief             | Arész                            |                             |
| 2010 | A sötétség határán                                            | Edge of Darkness                                               | Jedburgh kapitány                | Vass Gábor                  |
| 2010 | A 13-as                                                       | 13                                                             | Ronald Lynn                      | Faragó András               |
| 2010 | London Boulevard                                              | London Boulevard                                               | Rob Gant                         | Besenczi Árpád              |
| 2010 | A nyomkövető                                                  | Tracker                                                        | Arjan Van Diemen                 | Vass Gábor                  |
| 2011 | Rango                                                         | Rango                                                          | Bandita Bill (hang)              | Huszár Zsolt                |
| 2011 | A leleményes Hugo                                             | Hugo                                                           | Claude bácsi                     | Besenczi Árpád              |
| 2011 |                                                               | The Hot Potato                                                 | Kenny Smith                      |                             |
| 2012 |                                                               | Elfie Hopkins                                                  | Butcher Bryn                     |                             |
| 2012 | Hófehér és a vadász                                           | Snow White and the Huntsman                                    | Gort                             | Besenczi Árpád              |
| 2012 | Sweeney – A törvény ereje                                     | The Sweeney                                                    | Jack Regan                       | Berzsenyi Zoltán            |
| 2012 |                                                               | Ashes                                                          | Frank                            |                             |
| 2014 | Noé                                                           | Noah                                                           | Tubal Káin                       | Besenczi Árpád              |
| 2015 | Gunman                                                        | The Gunman                                                     | Stanley                          | Faragó András               |
| 2015 | Barney Thomson legendája                                      | The Legend of Barney Thomson                                   | Holdall                          | Faragó András               |
| 2015 | Holtpont                                                      | Point Break                                                    | Pappas                           | Faragó András               |
| 2015 | Titkok hálójában                                              | Zipper                                                         | Nigel Coaker                     | Törköly Levente             |
| 2017 |                                                               | Jawbone                                                        | William Carney                   |                             |
| 2018 | A tolvajok királya                                            | King of Thieves                                                | William Carney                   | Faragó András               |
| 2019 | A királynő kutyája                                            | The Queen's Corgi                                              | Tyson (hang)                     | Borbiczki Ferenc            |
| 2019 | Macskák                                                       | Cats                                                           | McDouglas                        | Bartók László               |
| 2021 | Fekete Özvegy                                                 | Black Widow                                                    | Ivan Dreykov                     | Besenczi Árpád              |
| 2022 | Csizmás, a kandúr: Az utolsó kívánság                         | Puss in Boots: The Last Wish                                   | Papa medve (hang)                | Gémes Antos                 |
| 2022 |                                                               | Prizefighter: The Life of Jem Belcher                          | Bill Warr                        |                             |
| 2024 | A hercegnő és a sárkány                                       | Damsel                                                         | Lord Bayford                     | Hegedűs D. Géza             |
| 2024 |                                                               | A Bit of Light                                                 | Alan                             |                             |

### Televíziós szerepek
| Év        | Magyar cím          | Eredeti cím              | Szerep               | Megjegyzések                             |
| --------- | ------------------- | ------------------------ | -------------------- | ---------------------------------------- |
| 1976      |                     | The Sweeney              | második Youth        | 1 epizód                                 |
| 1983      |                     | Auf Wiedersehen, Pet     | Colin                | 1 epizód                                 |
| 1984–1986 |                     | Robin of Sherwood        | Will Scarlet         | főszereplő                               |
| 1984–1989 |                     | Minder                   | Arnie                | 4 epizód                                 |
| 1986      |                     | Ever Decreasing Circles  | Harold               | 1 epizód                                 |
| 1996      | Fél lábbal a sírban | One Foot in the Grave    | Vagrant / Millichope | 1 epizód                                 |
| 2000–2002 |                     | Lenny Blue               | Lenny Milton         | főszereplő                               |
| 2003      | VIII. Henrik        | King Henry VIII          | VIII. Henrik         | Főszereplő magyar hangja Gesztesi Károly |
| 2004      |                     | She's Gone               | Harry Sands          | tévéfilm                                 |
| 2005–2006 |                     | Vincent                  | Vincent Gallagher    | főszereplő                               |
| 2006      |                     | All in the Game          | Frankie              | tévéfilm                                 |
| 2010      | Ben Hur             | Ben Hur                  | Quintus Arrius       | minisorozat magyar hangja Papp János     |
| 2011      | Szép remények       | Great Expectations       | Abel Magwitch        | minisorozat                              |
| 2013      |                     | Moonfleet                | Elzevir Block        | minisorozat                              |
| 2015      |                     | The Trials of Jimmy Rose | Jimmy Rose           | főszereplő                               |
| 2016      |                     | Of Kings and Prophets    | Saul                 | főszereplő                               |
| 2016–2018 |                     | Ice                      | Cam Rose             | főszereplő                               |